# Opel Rekord A
L'Opel Rekord A est un modèle d'automobile d'Adam Opel AG de Rüsselsheim am Main, qui appartient à l'époque au groupe automobile américain General Motors (GM). Elle est mise en vente en mars 1963 pour succéder à l'Opel Rekord P2. Avec ce modèle, Opel introduit également la dénomination interne des modèles de tous types fabriqués ultérieurement en utilisant des lettres par ordre alphabétique.
Selon les sources, elle est classée dans la catégorie grande routière ou dans la catégorie familiale routière.

## Historique du modèle

### Général
La Rekord A est sortie en mars 1963 en tant que successeur stylistiquement modernisée et plus grande de la Rekord P2, qui a connue du succès en Allemagne et à l'étranger. Opel a changé le nom initial du modèle, Opel Rekord R3, qui figurait encore dans les journaux des tout premiers véhicules, en Rekord A et introduit la dénomination interne des modèles de tous types fabriqués ultérieurement avec des lettres dans l'ordre de l'alphabet (A, B, C etc.). Cependant, comme sa prédécesseur, la Rekord P2, il y avait toujours le mot «Olympia» sur le couvercle de la boîte à gants.
La Rekord A se différenciait principalement du modèle précédent par sa nouvelle carrosserie. Elle était grande pour la catégorie automobile, douce et sobre, mais élégante dans le style de la Chevrolet II de 1962; car la ligne de carrosserie a été conçue au centre de conception de General Motors à Warren (Michigan). Cependant, les designers de Rüsselsheim ont également été impliqués dans la conception du coupé. Même si la longueur du véhicule n'a pratiquement pas changé, l'espace de la Rekord A était nettement plus généreux que celui de sa prédécesseur. L'intérieur a également été modernisé. Il y avait cependant toujours une banquette à l'avant; des sièges individuels n'étaient disponibles que moyennant un supplément.
Dans la version la plus simple, la Rekord A berline deux portes coûtait 6 830 Deutsche Mark, le coupé avec un moteur de 2,6 litres coûtait 9 310 Deutsche Mark. Corrigé avec l'inflation de 2024, cela correspond à environ 17 155 euros pour la berline et 23 384 euros pour le coupé.
De mars 1963 à juillet 1965, un total de 887 304 Rekord A ont été fabriquées. Avec pas moins de 200 000 exemplaires, le break, principalement utilisé à des fins commerciales, représentait à l'époque une part importante de la production totale.

### Versions de carrosserie
La Rekord A était disponible en berline tricorps deux et quatre portes, en break trois portes («CarAVan»), en coupé et en fourgon de livraison (CarAVan sans vitres latérales arrière). Les breaks et les fourgons n'étaient disponibles qu'avec trois portes.
Sur demande, il existait également une version cabriolet basée sur le coupé, qui était transformée par les entreprises de carrosserie Deutsch à Cologne et Autenrieth à Darmstadt.

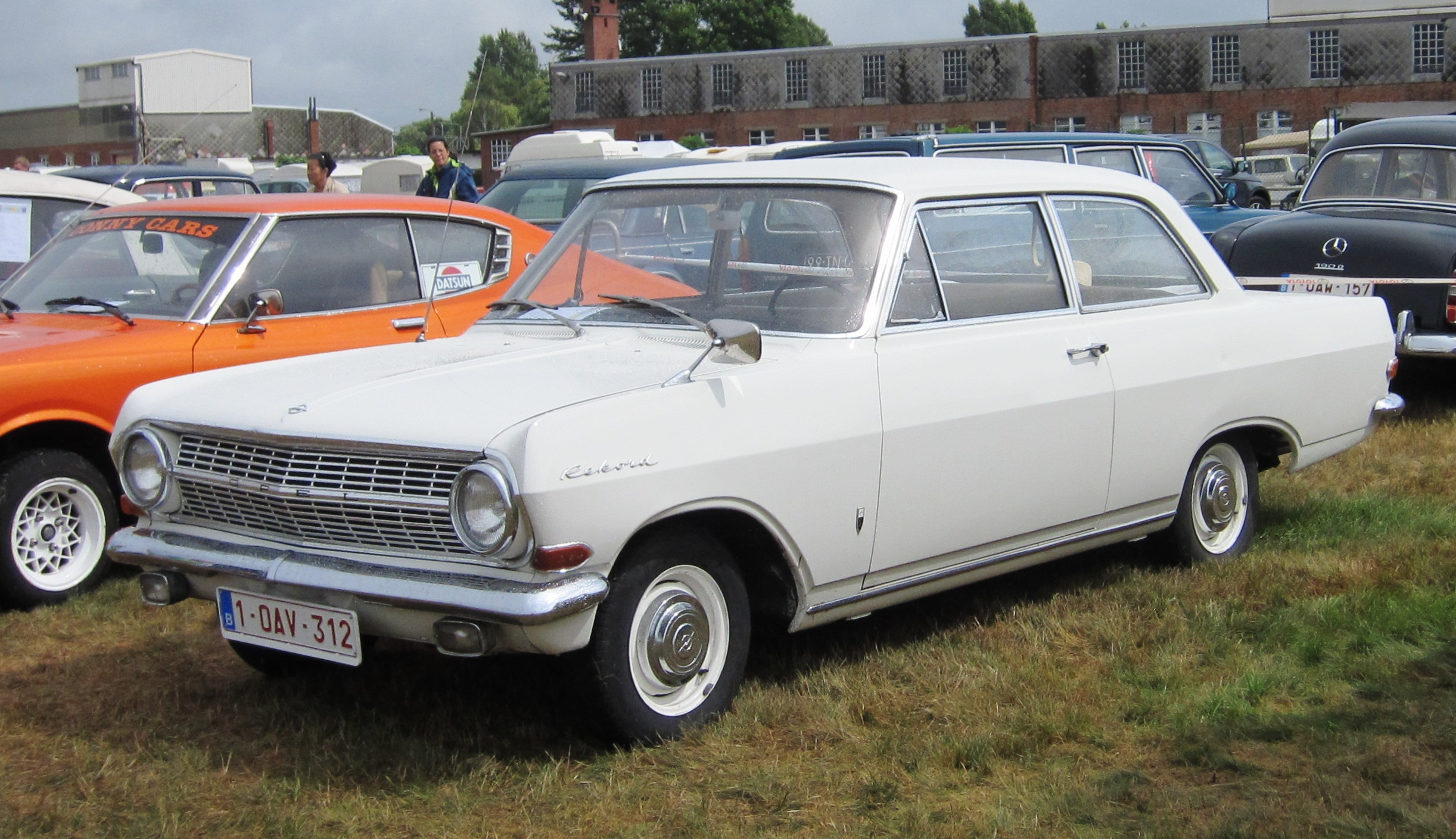
Berline deux portes
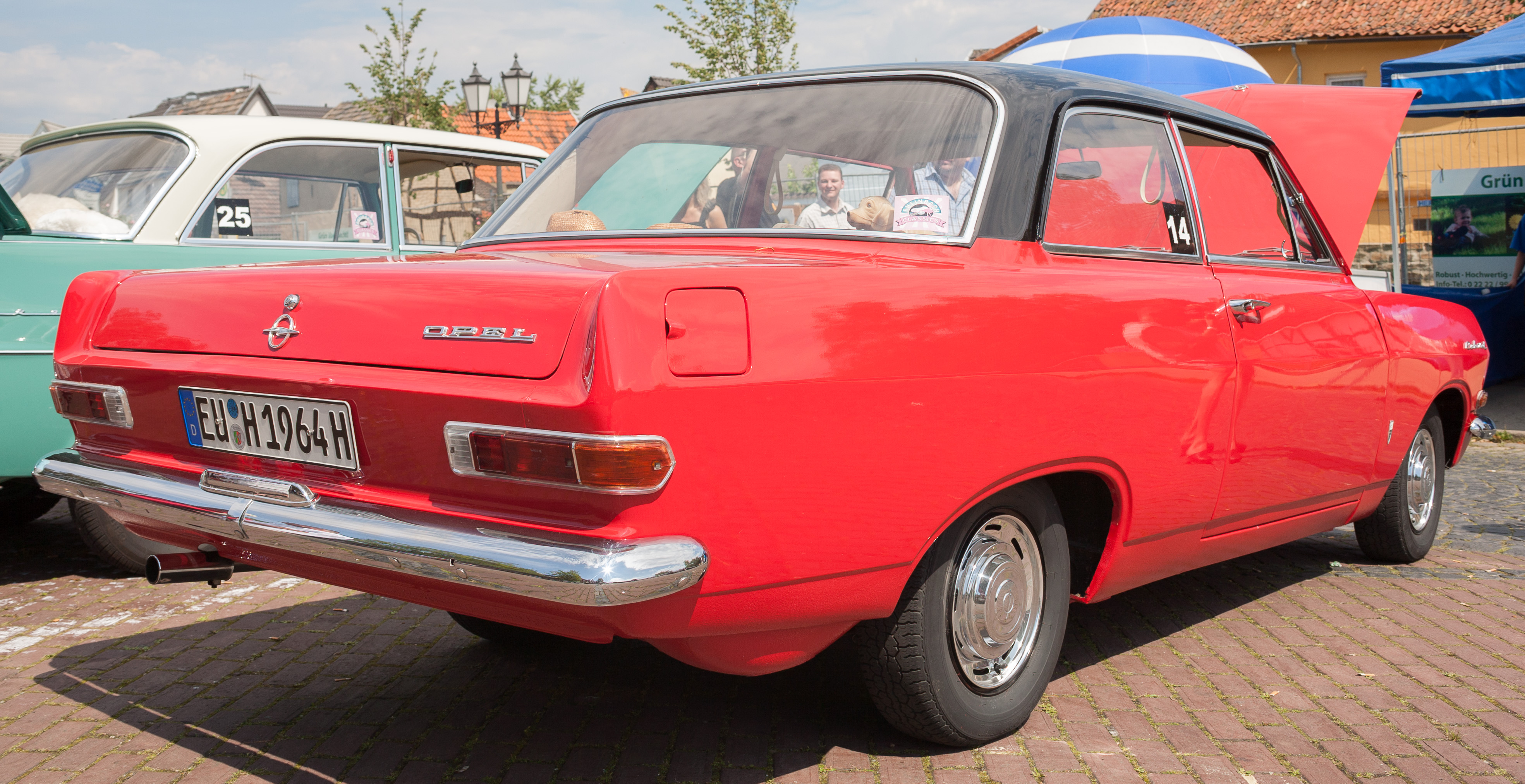
Arrière de la berline deux portes
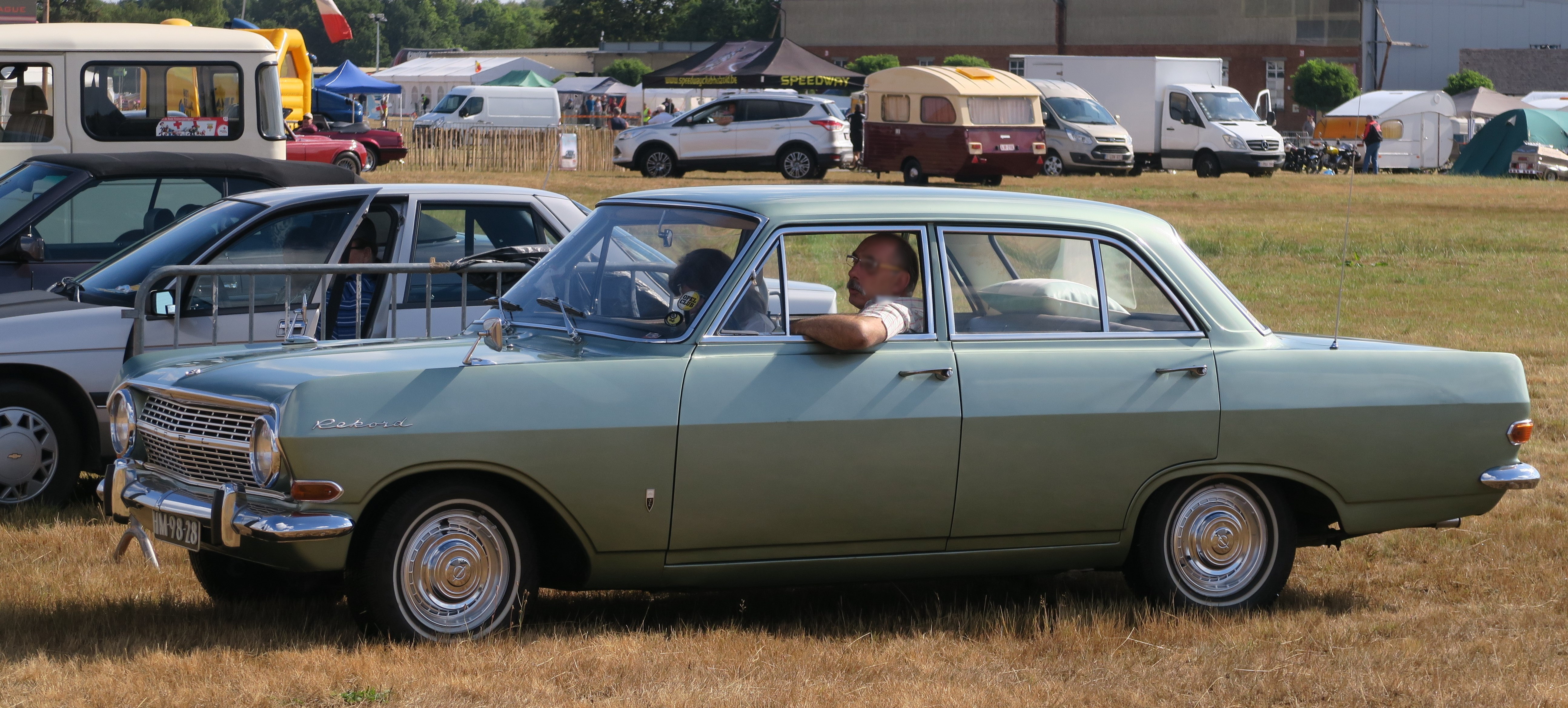
Berline quatre portes
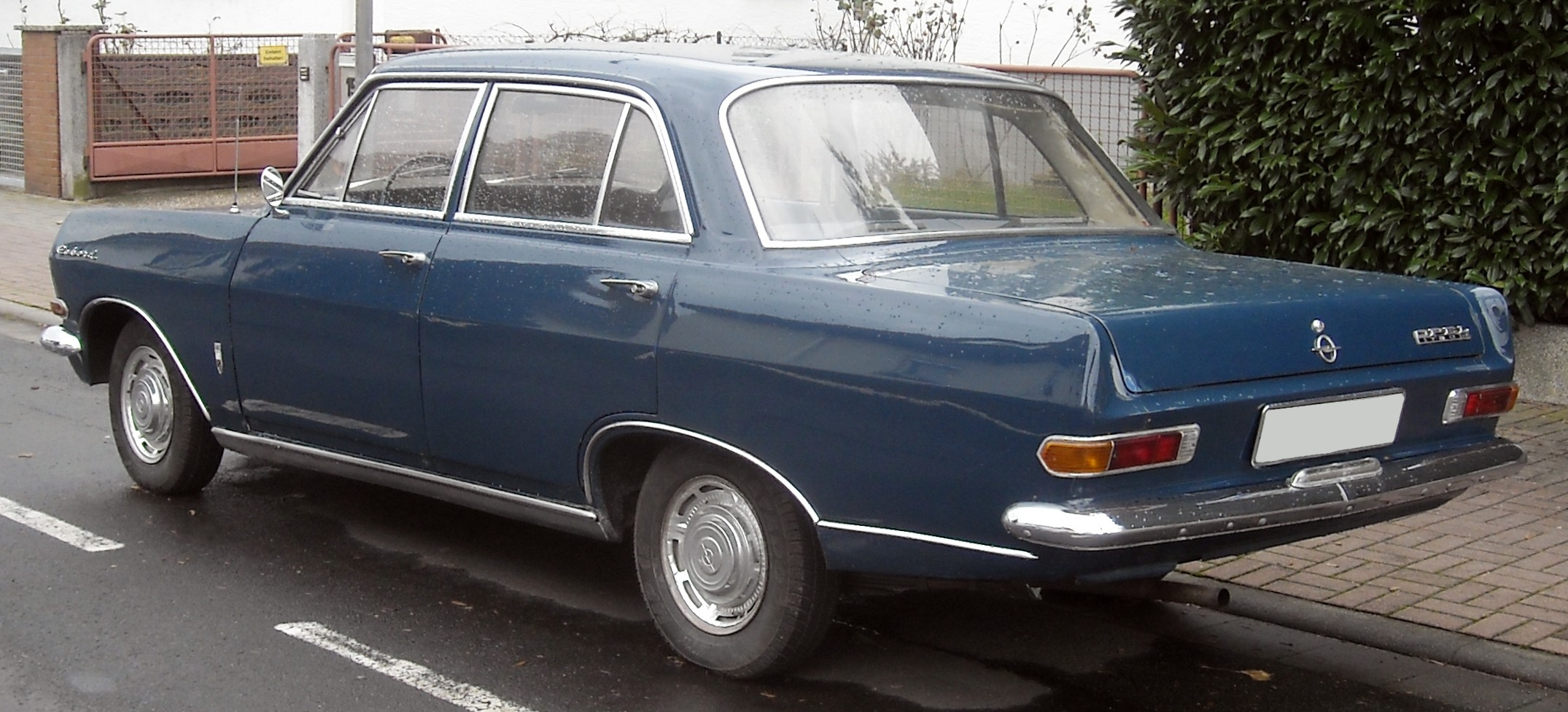
Berline quatre portes, arrière
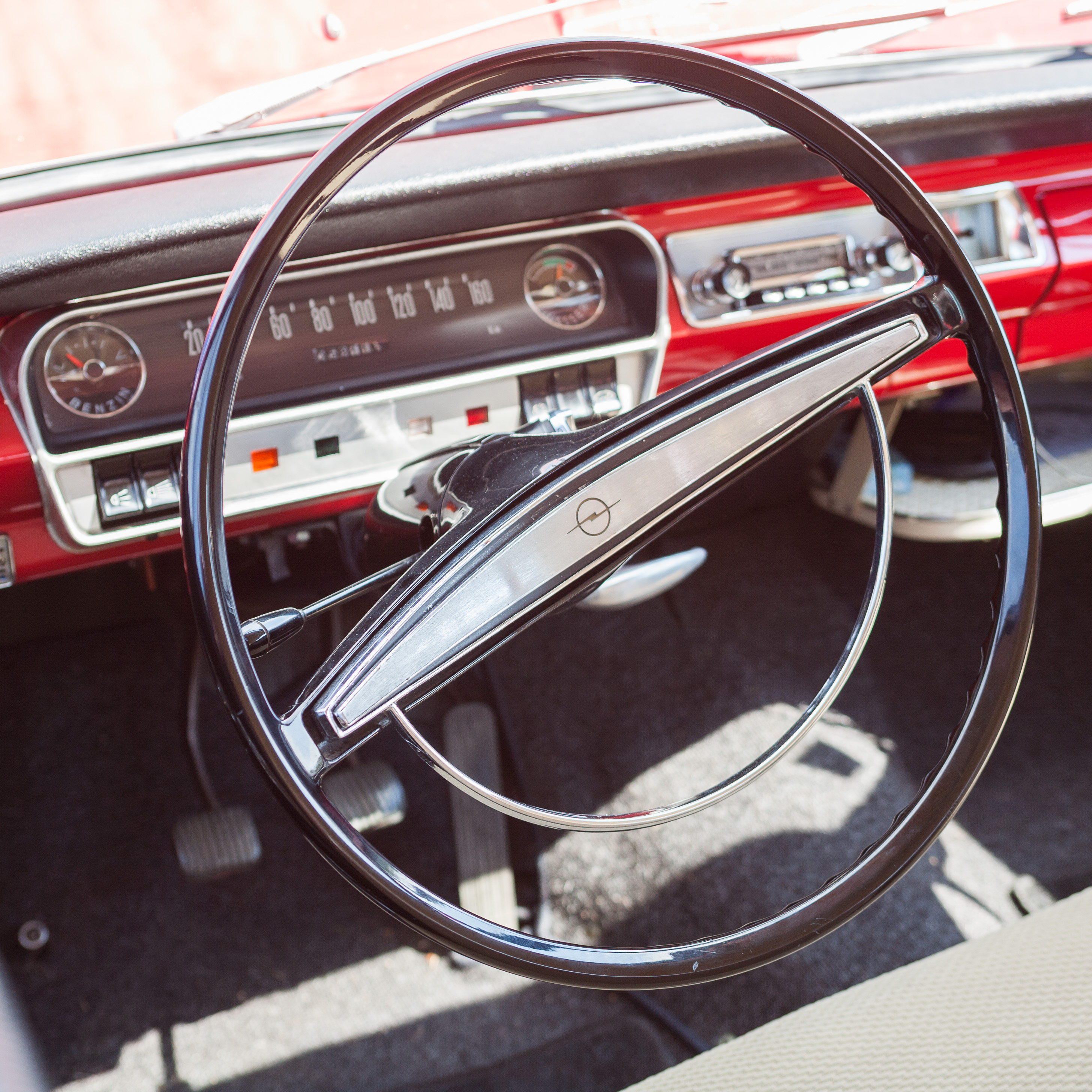
Rekord A, tableau de bord
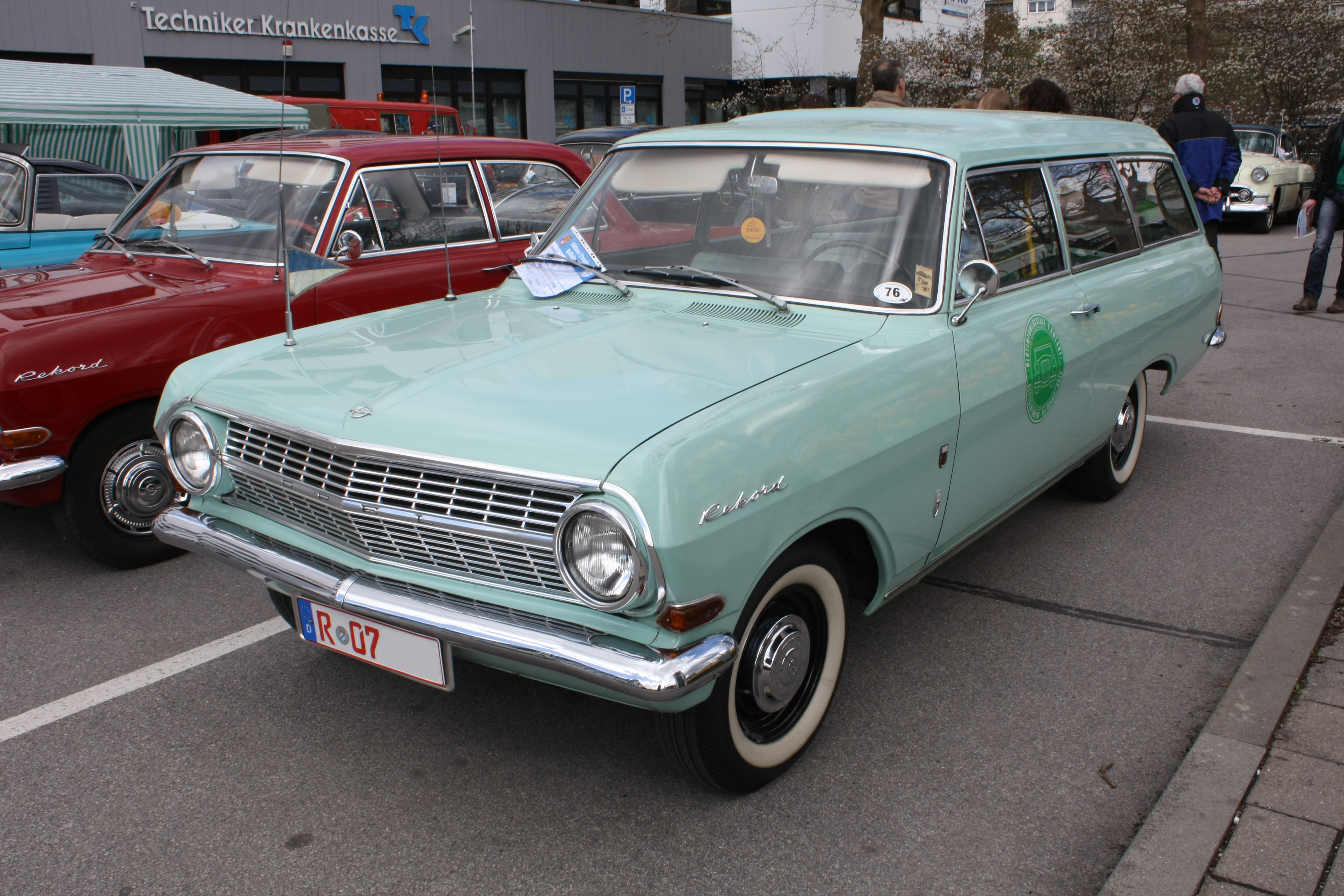
Opel Rekord CarAVan
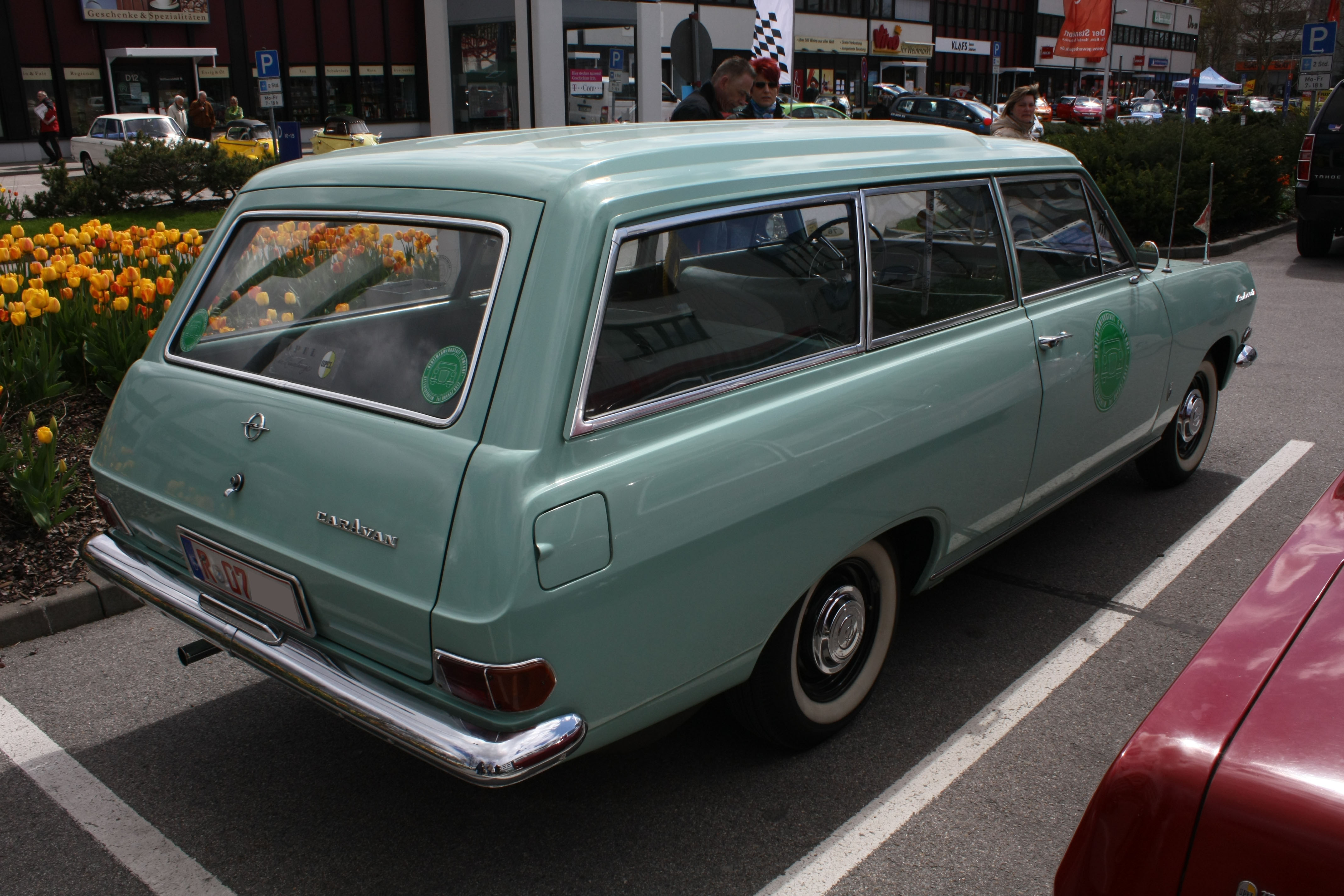
Opel Rekord CarAVan
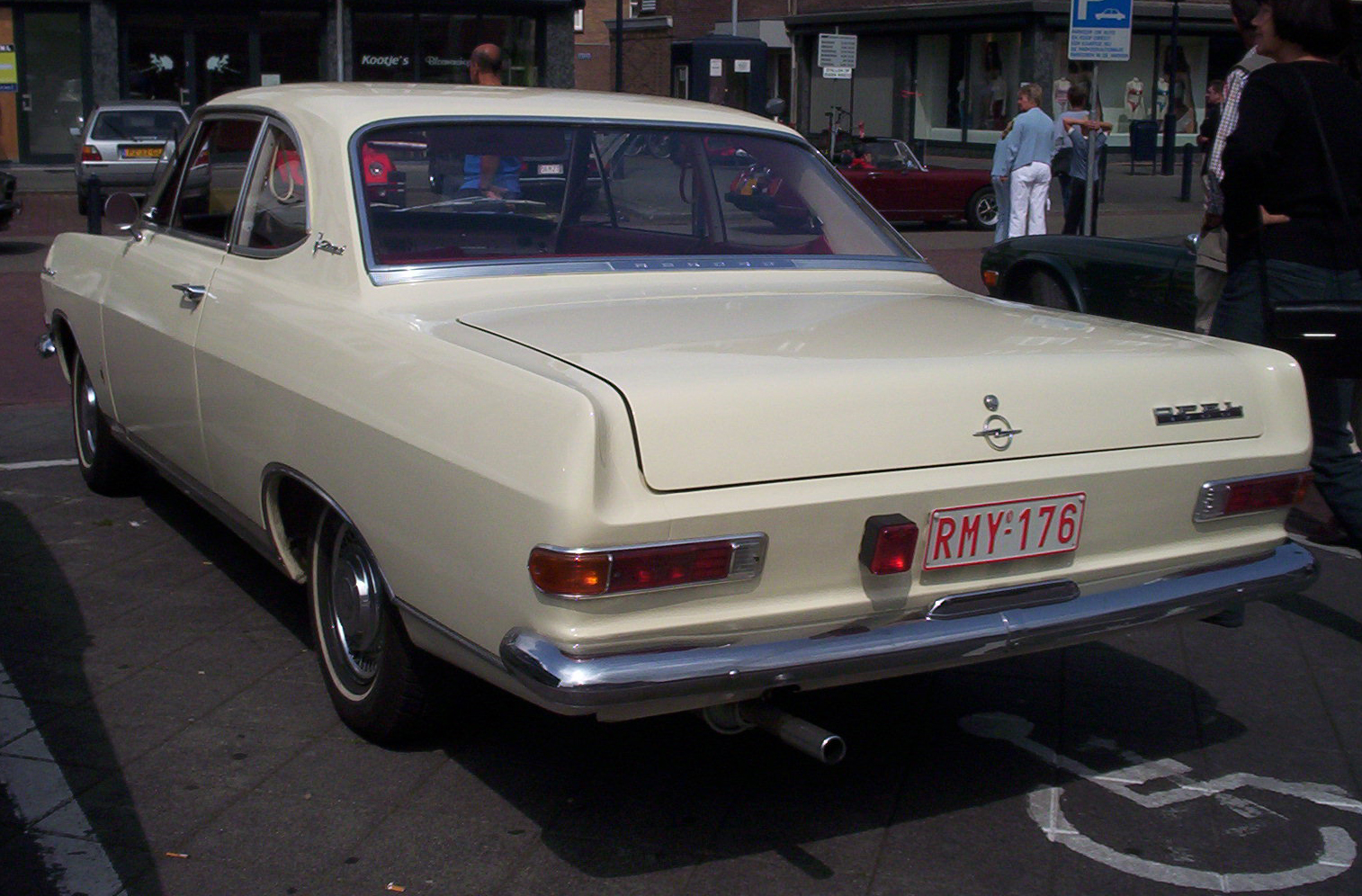
Opel Rekord coupé
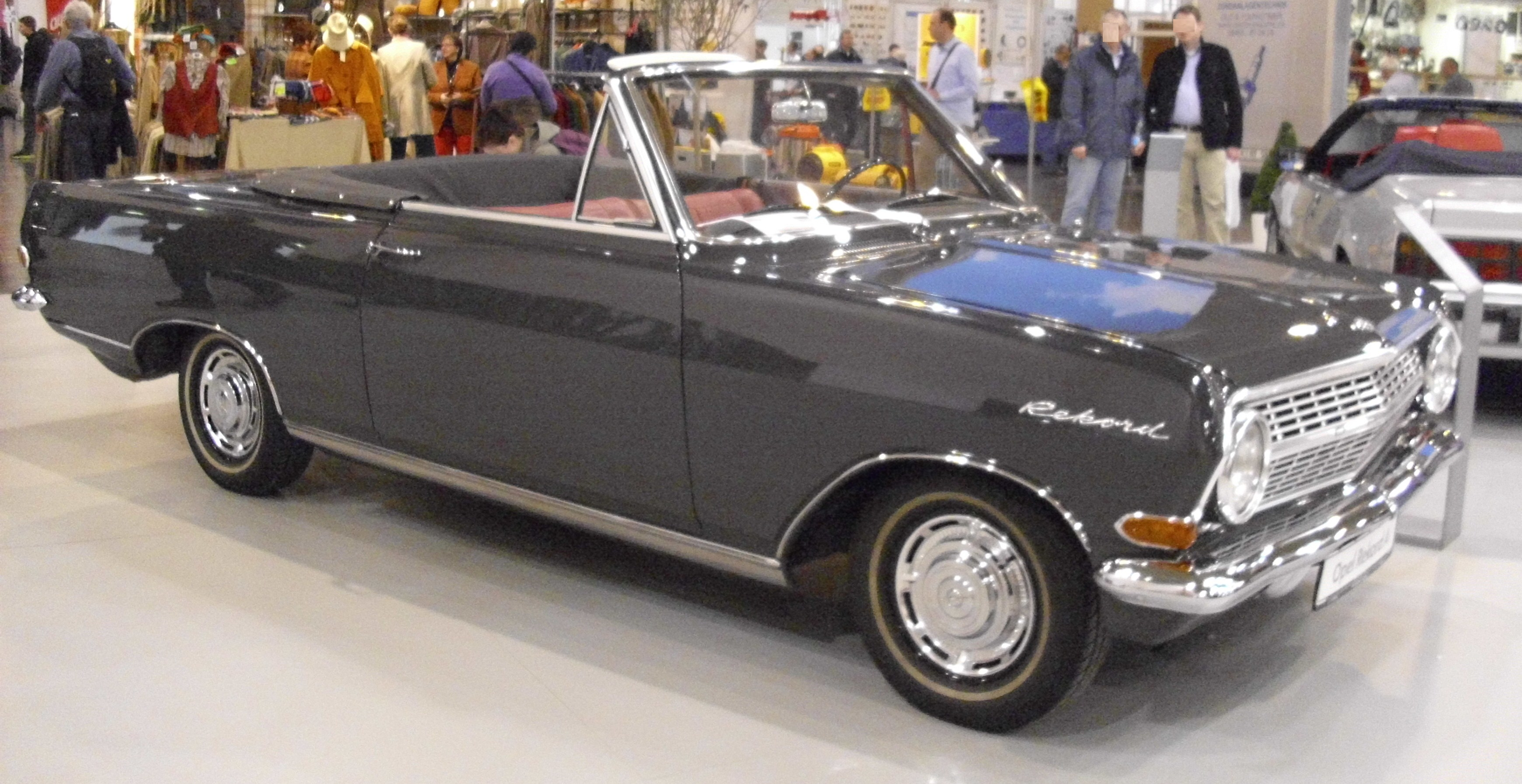
Opel Rekord cabriolet de Deutsch
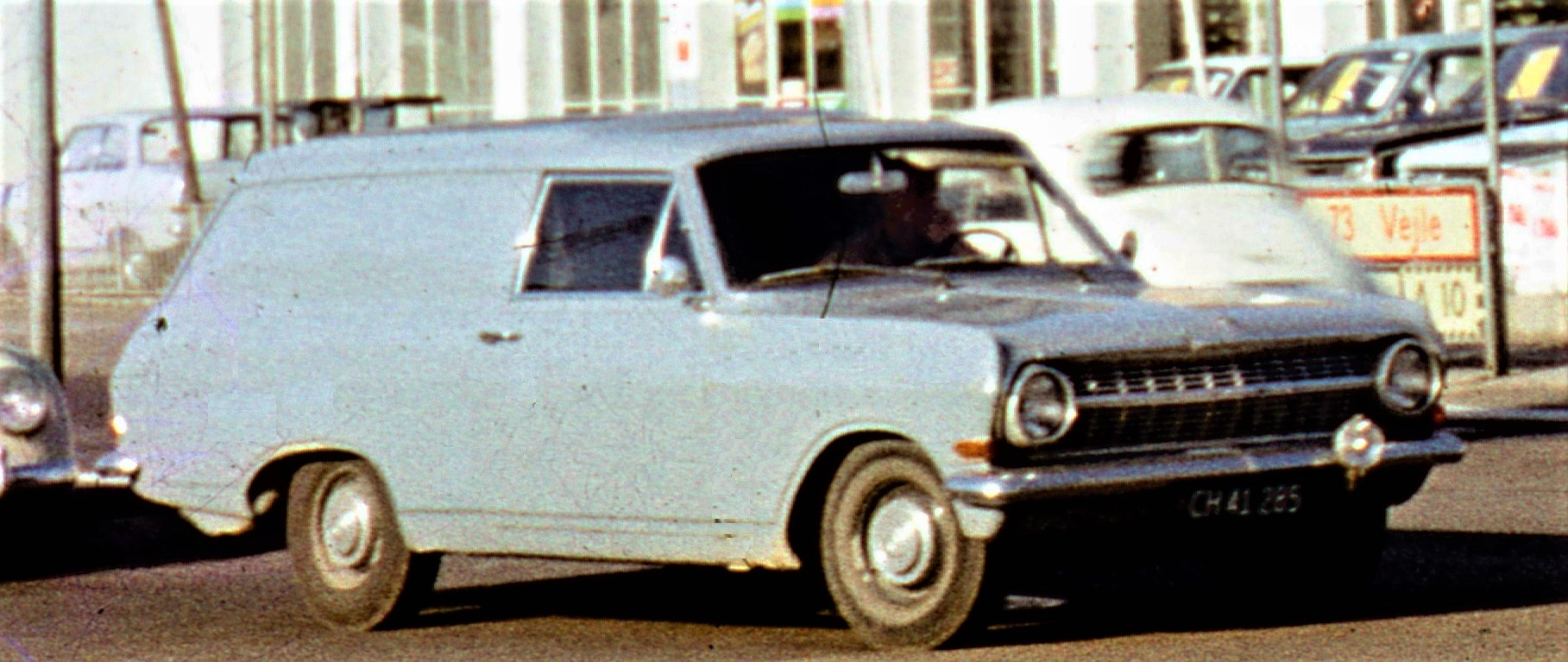
Opel Rekord A fourgon de livraison

### Technologie
Les moteurs quatre cylindres en ligne - d'une cylindrée de 1,5 litre ou de 1,7 litre et d'une puissance de 55, 60 ou 67 ch (40, 44 ou 50 kW) - étaient basés sur le moteur de l'Opel Olympia de 1937. Cette conception d'avant-guerre avec un arbre à cames latéral, des soupapes en tête et un vilebrequin à quatre paliers a reçu son dernier et plus haut niveau de performance dans la Rekord A. Bien qu'il ait une réputation de durabilité, il n'est plus techniquement à jour et son potentiel de développement est épuisé. La successeur, la Rekord B (de 1965), reçut des moteurs CIH de conception nouvelle avec arbres à cames en tête.
La Rekord L-6, disponible à partir de juin 1964, avec le moteur six cylindres en ligne de 2,6 litres et 100 ch (74 kW) (basé sur la conception d'avant-guerre de l'Opel Super 6 de 1937) est considéré comme la précurseur de l'Opel Commodore. Celle-ci n'était disponible qu'en berline et en coupé. La L-6, avec la Kapitän/Admiral/Diplomat A, fut le premier modèle de voiture d'Opel doté d'un système de 12 volts. Le bloc moteur du moteur six cylindres en ligne exerçait une forte pression sur l'essieu avant, ce qui rendait la direction difficile à l'arrêt et lors des manœuvres, ce qui, dans certains cas, conduisait même à des accidents (le volant glissait des mains lors du démarrage). La direction assistée n'était pas disponible; Elle n'était disponible que sur les modèles haut de gamme de la gamme Opel KAD A. À l’époque, l’assistance automatique à la direction était considérée comme un luxe.
Selon vos souhaits, la berline et le break étaient disponibles avec une transmission à trois ou quatre vitesses entièrement synchronisée et un levier de vitesse au volant; Le coupé était équipé de série d'une boîte de vitesses à quatre vitesses et d'un levier de vitesse central.
L'embrayage automatique «Olymat» était disponible en option avec la boîte de vitesses à trois vitesses (similaire à la Saxomat de Fichtel & Sachs). Le système se composait d'un embrayage de démarrage à commande centrifuge et d'un deuxième embrayage pour les changements de vitesse, ce qui éliminait le besoin d'une pédale d'embrayage. Le deuxième embrayage, qui était actionné par la dépression du moteur, était activé lors du changement de vitesse par un contact électrique sur le levier de vitesses.
Alors que l'essieu arrière rigide avec ressorts à lames semi-elliptiques a été adopté sans changement par rapport à sa prédécesseur, la Rekord A disposait d'un nouvel essieu avant à jambes de force (suspension indépendante sur double triangle avec ressorts hélicoïdaux), qui a amélioré la suspension et le comportement dans les virages et au freinage. Toutes les roues étaient équipées d'amortisseurs hydrauliques télescopiques. Des frein à tambour étaient toujours utilisés de série; des frein à disque à l'avant associés à un système de freinage à double circuit n'étaient disponibles que moyennant un supplément de 150 Deutsche Mark. Le système de freinage à double circuit avec freins avant à disque et servofrein était de série sur le modèle avec moteur de 2,6 litres.

### Caractéristique
La Rekord A était une familiale routière relativement peu coûteuse, spacieuse et fiable. Certains rapports d'essais contemporains critiquaient le châssis rugueux de la Rekord A, son moteur obsolète et sa fabrication terne. Comme beaucoup de modèles d'Opel de cette époque, la Rekord A était très sujette à la corrosion. Les seuils devaient souvent être changés après seulement 6 ans. Une très forte formation de rouille se produisait également au niveau du montant A, de la tôle ainsi que des passages de roue et des ailes avant. Hormis les énormes problèmes de rouille, le reste de la technologie de la Rekord A est considéré comme robuste et sans problème.

## Chiffres de production de la Rekord A
Entre 1963 et 1966, 1 154 632 Rekord A ont été produites. En outre, 29 443 Rekord fourgons de livraison ont été construits et sont classés dans la catégorie des fourgons de livraison.
| Année                           | 1963    | 1964    | 1965    | 1966    | Total     |
| ------------------------------- | ------- | ------- | ------- | ------- | --------- |
| Rekord 1.5                      | 119.783 | 110.347 | 85.021  | 39.794  | 354.945   |
| Rekord 1.7                      | 134.290 | 196.598 | 161.105 | 62.736  | 554.729   |
| Rekord 1.9                      |         |         | 22.694  | 32.957  | 55.651    |
| Rekord 2.6                      |         | 5.258   | 9.363   | 1.551   | 16.172    |
| CarAVan 1.5                     | 17.548  | 20.287  | 16.844  | 7.957   | 62.636    |
| CarAVan 1.7                     | 24.884  | 34.083  | 32.005  | 12.635  | 103.607   |
| CarAVan 1.9                     |         |         | 2.058   | 4.834   | 6.892     |
| Total                           | 296.505 | 366.573 | 329.090 | 162.464 | 1.154.632 |
| Fourgon de livraison 1.5        | 2.411   | 3.636   | 4.158   | ?       | ?         |
| Fourgon de livraison 1.7        | 3.386   | 5.788   | 5.713   | ?       | ?         |
| Fourgon de livraison 1.9        |         |         | 64      | ?       | ?         |
| Total des fourgons de livraison | 5.797   | 9.424   | 9.935   | 4.287   | 29.443    |